# Adventure Fun-Pak
Adventure Fun-Pak è una compilation di 4 videogiochi, pubblicata nel 1989 dalla Apogee Software, sebbene i giochi siano stati realizzati qualche anno prima, quando Apogee non era ancora stata creata. I giochi sono in parte realizzati da Scott Miller, mentre altri sono prodotti amatoriali di autori sconosciuti. La raccolta è stata pubblicata come freeware il 28 maggio del 2004, insieme ad un'altra intitolata Puzzle Fun-Pak, dato che già da qualche anno erano stati tolti dal catalogo.

## Giochi

### Rogue Runner
Gioco di labirinto scritto da Scott Miller, molto simile alla serie Kroz. Il protagonista deve trovare un artefatto chiamato "Heart of Courage" nei sotterranei di "Ezam". Il gioco era già stato pubblicato nel 1986 sul Big Blue Disk #26 della Softdisk, ed era intitolato Maze Runner.

### Night Bomber
Simile concettualmente a Missile Command, si deve inserire l'angolazione del lancio per bombardare delle città nemiche.

### Raiders of the Forbidden Mine
Gioco somigliante a Dig Dug.

### The Thing
Gioco di labirinto dotato di parser similmente alle avventure testuali, nel quale si deve sparare e trovare dell'oro.